# Rückhof
Rückhof ist ein Ortsteil des Marktes Neukirchen-Balbini im Landkreis Schwandorf des Regierungsbezirks Oberpfalz im Freistaat Bayern.

## Geografie
Rückhof liegt auf der Westseite der Staatsstraße 2150, 2,2 Kilometer nordöstlich von Neukirchen-Balbini. Am Ostrand von Rückhof entspringt der Hückbach. Er fließt nach Nordwesten und mündet südöstlich von Traunhofermühle in den Mühlbach, der wiederum südöstlich von Stettnermühle in den Rörtzerbach übergeht. Nordöstlich von Rückhof erhebt sich der 507 Meter hohe Gesperlet.

## Geschichte
Rückhof (auch: Ruckhof) wurde 1783 erstmals schriftlich erwähnt.
1808 gab es in Rückhof 1 Anwesen. Der Eigentümer war Biebl.
1808 wurde die Verordnung über das allgemeine Steuerprovisorium erlassen. Mit ihr wurde das Steuerwesen in Bayern neu geordnet und es wurden Steuerdistrikte gebildet. Dabei kam Rückhof zum Steuerdistrikt Haslarn. Der Steuerdistrikt Haslarn bestand aus den Ortschaften Haslarn mit 14 Anwesen, Meißenberg mit 9 Anwesen, Traunhof mit 2 Anwesen, Rottmühle (auch: Traunhofermühle, Stockmühl, Rothenmühl nach dem Inhaber G. Roth) mit 1 Anwesen und Rückhof mit 1 Anwesen.
1820 wurden im Landgericht Neunburg vorm Wald Ruralgemeinden gebildet. Dabei kam Rückhof zur Ruralgemeinde Alletsried. Zur Ruralgemeinde Alletsried gehörten die Dörfer Alletsried mit 12 Familien, Happassenried mit 5 Familien, Meigelsried mit 5 Familien, Meidenried mit 8 Familien und die Einöde Rückhof mit 1 Familie. Später kamen Haslarn und Grundmühle hinzu. Vorübergehend gehörten Neuhaus und Sperlhof zu Alletsried.
1978 wurde die Gemeinde Alletsried aufgelöst. Dabei kamen Meigelsried zur Gemeinde Rötz, Haslarn und Grundmühle zur Gemeinde Neunburg vorm Wald. Rückhof und die anderen Gemeindeteile wurden nach Neukirchen-Balbini eingemeindet.
Rückhof gehört zur Pfarrei Neukirchen-Balbini. 1997 hatte Rückhof 6 Katholiken.

## Einwohnerentwicklung ab 1820
| Jahr | Einwohner  | Gebäude |
| ---- | ---------- | ------- |
| 1820 | 1 Familien | k. A.   |
| 1838 | 8          | 1       |
| 1861 | 9          | 5       |
| 1871 | 13         | 5       |
| 1885 | 13         | 2       |
| 1900 | 8          | 2       |
| 1913 | 5          | 1       |

| Jahr | Einwohner | Gebäude |
| ---- | --------- | ------- |
| 1925 | 3         | 1       |
| 1950 | 12        | 2       |
| 1961 | 6         | 1       |
| 1970 | 7         | k. A.   |
| 1987 | 6         | 1       |
| 2011 | 5         | k. A.   |